# Vlaamsche Volkstooneel
Het Vlaamsche Volkstooneel was een rondreizend theatergezelschap dat tussen de twee wereldoorlogen een vernieuwende invloed had op het Vlaamse theaterleven. Het werd in 1920 opgericht door Dr. Jan Oscar De Gruyter (1885-1929) met de uitdrukkelijke bedoeling een rol te spelen in de culturele emancipatie van de Vlaming. In 1927 trad het gezelschap in Parijs op met Lucifer van Joost van den Vondel en Tijl. In 1930 werd het gezelschap gesplitst.

## Geschiedenis

### De start
De Gruyter zette met de oprichting van het Vlaamse Volkstoneel - zoals de schrijfwijze aanvankelijk was - in feite het Fronttoneel verder, dat hijzelf in 1917 was opgestart. Samen met het toneel van het Verbond der Vlaamse Oudstrijders, stelde hij in 1920 een gezelschap en repertoire voor het Vlaamse Volkstoneel samen. Men mikte daarbij op een ruime doelgroep van fronters, oudstrijders, katholieken en flaminganten. De eerste opvoering was Freuleken, een komedie in drie bedrijven van Herman Roelvink (1883-1957) en vond plaats in november 1920 in Maldegem.

### Het Vlaamsche Volkstooneel
Vanaf het seizoen 1922-23 combineerde stichter annex bezieler De Gruyter zijn werk als artistiek leider van het Volkstoneel met zijn nieuwe functie van directeur van de Antwerpse Koninklijke Nederlandse Schouwburg. Door enkele katholieke voormannen, zoals Jan Boon (1898-1960), de latere directeur-generaal bij het Nationaal Instituut voor de Radio-omroep (N.I.R.) werd ondertussen geijverd voor een rondreizend gezelschap dat ook meer aandacht zou besteden aan het “katholieke repertoire”. De Gruyter was bereid zijn volkstoneel op te geven in ruil voor een beter ondersteunde werking en ging ermee akkoord dat zijn groep werd overgenomen door de Samenwerkende Maatschappij Het Vlaamsche Volkstooneel.
Dit zogenaamde “tweede” volkstoneel werd opgericht op 14 augustus 1924. Wies Moens, sinds 1922 aangetrokken voor de administratie, bleef in dienst. Voor de artistieke leiding werd de Nederlandse regisseur Johan de Meester jr. (1897-1986) aangetrokken. De nieuwe groep kon nu rekenen op de steun van talrijke katholieke kringen en organisaties, die plaatselijk de organisatie van de stukken op het getouw konden zetten. De eerste productie van de nieuwe groep was Marieken van Nijmegen en vond plaats in de vernieuwde toneelzaal van de Christelijke Arbeiderscentrale in Brussel . De vormvernieuwingen en modernistische stijl van De Meester leidden tot controverses in de pers en spanningen binnen de groep. Jan Boon bleef echter achter De Meester staan. Wies Moens moest vertrekken en Jan Boon werd algemeen secretaris en in 1925 ook directeur van het Volkstooneel.
In deze periode ontwikkelde het Vlaamsche Volkstooneel zich verder tot een vernieuwende theatergroep met nationale en internationale uitstraling. Boon en De Meester werkten samen met auteurs die stukken schreven voor het Volkstoneel, zoals onder meer de in het Frans schrijvende Michel de Ghelderode (1898-1962). De groep trad ook op in Nederland en in Parijs. Met de nieuwe decorateur René Moulaert (1901-1965) wijzigde ook de scenografische aanpak in constructivistische zin, en ook de moderne toneelmuziek van Karel Albert (1901-1987) was een belangrijk element in de artistieke vernieuwing. Tegelijk bleef men ook aandacht hebben voor zijn sociale functie als “volkstoneel”. Voor deze meer traditionele producties trad meestal Staf Bruggen (1893-1964) op als regisseur.

### 1927: Voorstellingen in Parijs
Op 31 mei en 22 juni 1927 trad het Vlaamsch Volkstooneel met Lucifer op in de Comédie des Champs Elysées te Parijs, geregisseerd door Johan De Meester. Voor de modernistische vormgeving gingen de oprichters een samenwerking aan met expressionistische, constructivistische en futuristische theatervernieuwers. Hoewel de tekst in het Nederlands werd gespeeld en dus voor de Franstalige recensenten niet te volgen was, was de enscenering van De Meester en scenograaf René Moulaert zodanig dat de taalbarrière zoveel mogelijk werd weggenomen. Zo waren er contrasten in het spel aangebracht, met hoekige en kromme bewegingen van de gevallen engelen, terwijl de getrouwe engelen een statische en gewijde motoriek hanteren. Het kleurgebruik sloot hierbij aan: rood-groene kostuums en grime voor de aanstaande duivels en goudgeel voor de getrouwen. Bovendien waren de opstandscènes in rood uitgelicht en de engelenscènes in wit. De voortgang van de handeling werd benadrukt door een driedimensionale constructivistisch toneel, met Lucifer aanvankelijk op het hoogste niveau en aan het einde met zijn handlangers over de vloer slepend. De verticale as werd benut door hoop op overwinning aan te geven door te stijgen en een nederlaag door te dalen. De belichting was er niet op gericht schaduwen weg te werken, maar werd juist ingezet om elementen te vergroten door belichting van onder, gezichten te vervormen en een spel te creëren met schaduwen die achter het scherm over het toneel lopen. In de communistische krant l'Humanité schreef criticus Parijanine dat naast de Bijbelse stof 'in het spel van de acteurs een politieke tragedie zichtbaar wordt, die handelt over de legitimiteit van een paleisrevolutie.'

### De laatste jaren
In 1929 werd Johan de Meester regisseur bij het gezelschap Eduard Verkade in Amsterdam. Anton van de Velde (1895-1983) nam de regie over en wordt in 1930 ook directeur van het gezelschap. Ook Lode Geysen werd als regisseur aangetrokken. Jan Boon was in 1929 hoofdredacteur geworden bij De Standaard en nam in het Volkstoneel verder de functie op van afgevaardigd beheerder. In het voorjaar van 1930 ontstond er ook een conflict met de spelers, naar aanleiding van de contractvernieuwingen. Staf Bruggen en de meerderheid van de spelers verlieten het gezelschap en vormden in mei 1930 Het Nieuwe Volkstooneel met een nieuw bestuur. Het sterk verzwakte Vlaamsche Volkstooneel hield in 1932 op te bestaan, nadat ten slotte ook Anton Van de Velde het gezelschap had verlaten.
Boon zocht nu opnieuw contact met De Meester en richtte Van Onzen Tijd op, een nieuwe, ditmaal ruimere culturele vereniging die naast theatervoorstellingen ook filmvoorstellingen en concerten zou organiseren. De vereniging bracht enkele voorstellingen met De Meester als regisseur in het speeljaar 1932-33, en hield daarna op te bestaan. Het gezelschap van Van Bruggen veranderde na zijn eerste seizoen zijn naam in Nationaal Vlaams Toneel. Na een mislukte poging om beide groepen opnieuw samen te brengen, en nadat het oorspronkelijke Vlaamsche Volkstooneel had opgehouden te bestaan, noemde Staf Bruggen zijn gezelschap opnieuw het Vlaams Volkstoneel. Deze groep beëindigde zijn activiteiten toen de meeste acteurs werden gemobiliseerd bij de aanvang de Tweede Wereldoorlog.